# Wieczór Trzech Króli (film)
Wieczór Trzech Króli (Twelfth Night: Or What You Will) – brytyjski film fabularny w reżyserii Trevora Nunna z 1996 roku, adaptacja sztuki Williama Shakespeare’a Wieczór Trzech Króli .
W filmie wykorzystano w dużej mierze oryginalny tekst komedii Williama Shakespeare’a, jednak akcję umieszczono w plenerach wskazujących na realia XIX wieku. Film realizowanay był w rezydencji Cotehele w St Dominick w Kornwalii.

## Obsada
- Imogen Stubbs – Viola, później jako Cesario
- Steven Mackintosh – Sebastian, jej brat bliźbiak
- Helena Bonham Carter – hrabianka Olivia
- Toby Stephens – książę Orsino
- Ben Kingsley – Feste, błazen
- Nicholas Farrell – Antonio, przyjaciel Sebastiana
- Nigel Hawthorne – Malvolio, intendent w domu Olivii
- Mel Smith – Tobiasz Czkawka
- Imelda Staunton – Maria
- Richard E. Grant – Andrzej Chudogębka[1]